# Lees (Wielki Manchester)
Lees – miasteczko (formalnie wieś) w aglomeracji Manchesteru, administracyjnie należące do dystryktu Oldham. Niegdyś ośrodek przetwórstwa bawełny, obecnie większość mieszkańców dojeżdża do pracy do pracy do Oldham lub pobliskiego hrabstwa West Yorkshire. Około 10 tysięcy mieszkańców.  